# Patraus
Patraus ou Patraos (en grec ancien Πατράος / Patraos), né vers 340 et mort vers 315 av. J.-C., est un roi des Péoniens. Il est probablement le frère d'Ariston, commandant de cavalerie dans l'armée d'Alexandre le Grand qui s'est distingué à la bataille de Gaugamèles. Il a émis des monnaies qui pourraient commémorer une bataille livrée entre Ariston et des Perses en 331 av. J.-C. le long du Tigre. À sa mort lui succède son neveu supposé Audoléon.